# Thomson Reuters
Thomson Reuters, este un gigant al informațiilor financiare media creat în aprilie 2008 prin fuziunea dintre Thomson și Reuters.
Thomson Reuters vinde știri și date electronice traderilor, managerilor de fonduri și analiștilor, precum și baze de date și alte informații pentru avocați, contabili, oameni de știință și medici.
Sediul societății este la Toronto și este condusă de Tom Glocer, fostul director general de la Reuters.
Noua companie are venituri anuale de 12,5 miliarde USD, 50.000 de angajați și peste 40.000 de clienți în 155 de țări din întreaga lume (mai 2008).
Număr de angajați în 2013: 60.000